# 科倫拜校園事件
科倫拜校園事件是1999年4月20日於美國科羅拉多州杰斐逊县哥伦拜恩高中發生的校園槍擊事件。兩名青少年學生埃里克·哈里斯和迪伦·克莱伯德配備槍械和爆裂物進入校園，槍殺了12名學生和1名教師，造成其他24人受傷，兩人随即自殺身亡。這起事件被視為美國歷史上最知名的校園槍擊事件之一。
這起屠殺事件引起了有關美國槍械暴力問題的爭論。許多人也開始關注在中學校園裡常見的欺凌現象和學生間的小圈圈文化，和在美國社會中常見的暴力電影和電子遊戲可能產生的負面影響。有幾個受害者據傳是因為他們忠誠的基督教信仰而遭殺害，也引起人們開始關注對於信仰價值在社會和校園裡普遍衰退的現象。槍擊事件導致美國社會的道德恐慌，引起人們對於社會邊緣人、重金属音樂、暴力電影、暴力電子遊戲和青少年使用抗抑鬱藥的關注。

## 事件前兆
事件的前兆始於1996年，艾瑞克·哈里斯在美国在线建立了一個個人網站。原本這個網站是用於存放他和克萊博爾德共同設計的毀滅戰士遊戲關卡檔案，以供朋友們下載。在那一年裡，哈里斯在網站上建立了一個簡單的網誌，包括笑話、日誌，記載了他對父母、學校和朋友的一些看法。在那一年底，網站包含了教導他人如何惡作劇的指示、製作爆炸物的教學，並記載了許多他和克萊博爾德以此惡作劇的過程。到了1997年初，網誌的內容顯現出哈里斯對這個社會越來越多的不滿。
哈里斯的網站瀏覽者很少，直到1997年底才引起注意。哈里斯曾在網站上向另一位同學布魯克斯·布朗發出死亡恐嚇，布朗的父母在1997年底發現了網站上的恐嚇訊息，告知了傑佛遜郡警方的調查員麥可·格拉（Michael Guerra）。格拉發現網站上也包含了針對許多科倫拜高中的學生和教師的暴力恐嚇。其他的內容則顯示出哈里斯對這個社會的強烈不滿，並且希望殺掉那些惱怒他甚至是些不相關的人。在接近槍擊事件的前夕，哈里斯也在網站上記載了自製炸彈完工的紀錄以及累積的槍械彈藥數量，並製作一份「射擊名單」以紀錄那些他想殺害的人，不過他並沒有透露完整的計畫過程。由於哈里斯承認擁有爆炸物，格拉決定起草一份宣誓書以申請針對哈里斯家的搜查令，但最後並沒有提出申請。另外，事件發生後，傑佛遜郡官方隱瞞這份宣誓書的存在，直到2001年9月才曝光。

### 有關爆裂物的搜索票
上述文件曝光是因為2000年底第二次搜索時，在郡政府的檔案庫裡找到了幾份零散拷貝文件，檔案在經過重建後於2001年9月被正式揭露，但原始的檔案仍未被找到。後續在宣誓書曝光後，大陪審團曾針對傑佛遜郡官方對於明明可能進行預防的掩飾行為，以及是否有故意瀆職過失展開一連串的調查，調查顯示出傑佛遜郡的高階官員們在事件發生之後幾天曾聚集起來，討論是否要揭露這份宣誓書的存在。討論的結果認為即使當初格拉向法官提出了申請，法官也不太可能因這樣微不足道的理由就發出搜查令，同時官員們也擔心即將召開的事件記者會不好說明，因此才決定不揭露這份宣誓書草稿。另外在記者會結束後，格拉原本的檔案也不明消失了。回顧1999年9月，一名調查員曾秘密搜索傑佛遜郡政府的電腦系統，但也沒有獲得該檔案。大陪審團在2004年9月提出了最後的調查結果。

### 犯罪前科、懲罰和報復
在1998年1月30日，哈里斯和克萊博爾德兩人由於偷竊電腦零件而被逮捕。在會審中法官認為兩人缺少道德的判斷力，希望讓兩人接受精神病的治療。為了避免被以搶劫罪名起訴，哈里斯和克萊博爾德參加了所謂的「改造計畫」—在當地的青年娛樂中心進行社區服務勞役和輔導。事實上根據網站後來調查，兩人都只是假裝悔改以提早釋放，哈里斯把握表現悔改態度的機會，他寫了一封悔改信給他的受害者，但信中卻只表現出他對受害者的同情，而不是單純的道歉。哈里斯還時常誇耀他假裝悔改的演出，並在他的日誌中替自己的欺騙演出喝采。兩人於1998年4月被精神病治療中心釋放後，便開始計畫對社會展開報復的攻擊。
在哈里斯接受醫生評估的期間，他被規定服用抗抑鬱的藥物蘭釋，一些分析認為這種藥物可能促成了哈里斯的攻擊行為，主張這種藥的副作用會導致侵略性的增強和同情心的喪失。其他研究者則認為這種主張並沒有實際的科學根據。
在哈里斯和克萊博爾德被釋放後不久，哈里斯的網誌隱藏起來了，而網站也回復到以往用作散布毀滅戰士關卡檔案的用途。一般推測認為這是因為當時布魯克斯·布朗的母親在看了網頁內容後相當不滿，向他父母抱怨而對他施壓造成的。也是在這時哈里斯開始改在網誌上記載他的想法和攻擊的計畫。不過，哈里斯仍然在網頁上保留一個小區塊來記載他收集的槍械彈藥以及製作炸彈的進度。後來當這個網站被揭露後，美国在线永久刪除了他存放在公司伺服器上的網站。

### 日誌和錄影帶
兩人在被從精神治療中心釋放後都開始於日誌中記載準備過程。兩人也秘密地以錄影帶來記載他們軍火庫的場景。
日誌顯示了兩人計畫進行一次與1995年奧克拉荷馬市聯邦大樓爆炸案同樣規模的爆炸。日誌中也包含了如事成後逃跑至墨西哥、在丹佛國際機場劫持飛機飛往紐約市撞擊大樓等大話，也包含實際攻擊計畫的細節。兩人原本的計畫是：在自助餐廳放置炸彈並埋伏在大門口，在炸彈爆炸後射擊所有慌張逃出的人，並接著攻擊學校週遭住宅區那些因為爆炸而跑出門看熱鬧的人；但這個計畫因為炸彈沒有成功引爆而被迫臨時更改。
兩人也拍攝了他們非法囤積的爆炸物和槍械彈藥。在這些錄影帶中，兩人顯示出他們如何巧妙而富創造力地將他們的武器庫藏匿在家中，而不會讓父母發現他們的行動。一些錄影帶還包含他們在附近山丘進行射擊練習的連續鏡頭，以及拍攝他們計畫攻擊的學校地點的鏡頭。最後一段錄影帶中兩人一起向他們的家人道歉，並吹噓他們很快便會成為惡名昭彰的人物。

## 槍械
在攻擊的一個月前，哈里斯和克萊博爾德非法取得了一把英特拉泰克公司（Intratec）生產的TEC-DC9自动手枪、一把Hi-Point公司生產的9公厘半自動卡賓槍、和兩把霰彈槍，他們還將霰彈槍的槍管鋸短以使其更易於隱藏。他們以網際網路上的炸彈製作教學，製作了99個各種設計和規模的即時引爆裝置。在屠殺校園攻擊計畫的開始之前，兩人在這些準備過程中就已經違反了各種聯邦和州的槍械管理法律。
由於兩人的年紀，他們取得的全部四把槍在法律上都是非法的。克萊博爾德說服一個較年長的朋友羅賓·安德森替他們購買卡賓槍和兩把霰彈槍，但安德森至今仍未因此而被起訴過。其他兩名提供他們手槍的人—馬克·馬內斯和菲利普·杜蘭後來則被定罪判了幾年刑期。在取得槍械彈藥的過程中，兩人一共違反了高達21條聯邦、州、和地方的法律。

## 1999年4月20日：血腥的一小時
1999年4月20日星期二上午11:00，艾瑞克·哈里斯和迪倫·克萊博爾德各自駕車前往科倫拜高級中學。哈里斯和克萊博爾德分別將車停在不屬於他們的停車場車位上，藉由那兩個位置兩人能徹底掌握一樓自助餐廳的動向，並能各自掌握學校的兩個主要出口。在抵達學校後不久，哈里斯和克萊博爾德在距離學校半英哩的地方設置了一個小型燃燒彈，炸彈被定時在上午11:14分引爆，計畫以此處的爆炸來轉移緊急人員的注意力。炸彈確實引爆且引起了小規模火災，並在稍後被消防人員撲滅。
兩人接著進入校園，在第一批次的午餐開始之前抵達自助餐廳，放置了兩個裝有20磅（9公斤）丙烷炸彈的行李袋，由於午餐尚未開始而沒有被監視器拍攝到。不過在監視器開始拍攝後，行李袋在鏡頭上清楚可見。炸彈有足夠的爆炸威力以摧毀整個自助餐廳，並能讓圖書館塌陷。安置炸彈後兩人回到車上埋伏，準備在炸彈爆炸後向所有驚慌逃出學校大門的人開火。在他們回到車上的途中，哈里斯在停車場遇上了布魯克斯·布朗，當時哈里斯剛與布朗重修友誼，不知情的布朗追上哈里斯並质问他錯過了學校的考試，哈里斯則回覆他道：“这已经不重要了。”并接着说“布魯克斯，你还不错。趕快離開這裡。快回家吧。」接著繼續走回停車場。幾分鐘後，離開教室前往餐廳的學生們看到布魯克斯·布朗正走在離開學校的馬路上。同時，哈里斯和克萊博爾德已經回到車上並武裝自身，準備炸彈的引爆。

### 射擊開始
當自助餐廳的炸彈引爆失敗後，他们恼羞成怒，哈里斯和克萊博爾德在哈里斯的停車處旁集合，取出裝在行李袋和背包裡的兩把霰彈槍、一把9毫米半自動卡賓槍、一把9毫米自動手槍以武裝自身，他们一边说：“WOO--HOO”一边仰天长啸，並開始走向自助餐厅。他們前往西邊大門的階梯頂端，那裡是整個校園最高的地方。在這個有利位置下，自助餐廳一邊的入口便在樓梯的底部，學校主要的西邊大門便在他們左邊，而運動場便在他們的右邊。
| 最初射擊中的死亡和受傷者                                                                                   |
| 1. 蕾切尔·斯科特（Rachel Scott）： 頭部和胸部中彈身亡。在學校西邊大門旁的草地上。                          |
| 2. 理查德·卡斯塔尔多（Richard Castaldo）： 手臂、胸膛、背部和腹部中彈。同樣在草地區域。                    |
| 3. 丹尼爾·罗尔博（Daniel Rohrbough）： 胸部中彈身亡。在西邊樓梯間。                                        |
| 4. 肖恩·格雷夫斯（Sean Graves）： 背部和腹部中彈。在西邊樓梯間。                                           |
| 5. 蘭斯·柯克林（Lance Kirklin）： 腿部、頸部、下巴中彈。在西邊樓梯間。                                     |
| 6. 迈克尔·约翰逊（Michael Johnson）： 臉部、手臂和腿部中彈，經草地山丘逃脫。                               |
| 7. 马克·泰勒（Mark Taylor）： 胸部、手臂和腿部中彈。在草地山丘。                                           |
| 8. 安妮-玛丽·霍科尔特（Anne-Marie Hochhalter） ： 胸部、手臂、腹部、背部、左腿中彈。在接近自助餐廳的入口。 |
| 9. 布赖恩·安德森（Brian Anderson）： 被破裂飛散的玻璃擊傷。在西邊大門。                                    |
| 10. 帕蒂·尼爾森（Patti Nielson）： 被霰彈破片擊中肩膀。接近西邊大門。                                      |
| 11. 斯蒂芬妮·芒森（Stephanie Munson）：在北邊走廊裡踝部中彈。                                              |
| 12. 戴夫·桑德斯（Dave Sanders）： 頸部中彈，失血過多身亡。在南邊走廊裡。                                   |

上午11:19，一個目擊者聽到哈里斯大喊：「上啊！上啊！」接著哈里斯和克萊博爾德就抽出他們的霰彈槍，開始射擊正坐在他們左邊草地上（學校西邊大門的旁邊）吃著午餐的蕾切尔·斯科特和理查德·卡斯塔尔多，兩人都中了彈而嚴重受傷。在最初一輪射擊後，其中一名槍手再次射擊斯科特，殺害了她。不過是誰最先開槍、誰殺了斯科特並不清楚。
緊接著，哈里斯脫下他的軍用外衣，取出他的9公厘半自動卡賓槍，瞄準西邊樓梯間的底端。丹尼爾·罗尔博和他的兩個朋友肖恩·格雷夫斯、蘭斯·柯克林正一同走上樓梯，柯克林指稱曾見到槍手們站在樓梯間的頂端。槍手們迅速朝三人開火，罗尔博胸部中彈後向後跌倒壓在格雷夫斯的身上；格雷夫斯足部也中了彈，接著槍手又對柯克林射擊，很快三人便都倒在血泊中了。哈里斯和克萊博爾德接著轉向射擊南邊（與學校相反的方向）正坐在階梯旁草地上的五名學生，迈克尔·约翰逊被數發子彈擊中但仍繼續奔跑而得以逃離，马克·泰勒在被擊中腿部後倒在地上裝死，其他三名學生則毫髮無傷地逃離。在兩名槍手朝別的方向射擊時，肖恩·格雷夫斯站了起來一瘸一跛地走向自助餐廳的入口並倒在那裡，還拖垮了整片前門。克萊博爾德開始走下階梯朝向自助餐廳，離開時又射擊了蘭斯·柯克林的臉部，導致他嚴重受傷。這時克萊博爾德瞧見丹尼爾·罗尔博正掙扎著爬向樓梯底部，便走過去在近距離射擊他的背部，殺害了他。接下來克萊博爾德繼續走下階梯朝向自助餐廳，跨過了倒在那裡的肖恩·格雷夫斯，來到自助餐廳的大門口。一般推測這是因為克萊博爾德想要檢查為何餐廳裡的丙烷炸彈沒有引爆。在克萊博爾德走進自助餐廳的同時，哈里斯開始射擊幾名坐在自助餐廳門口附近的學生，擊中試圖逃跑的安妮-玛丽·霍科尔特。幾秒鐘後，克萊博爾德走回樓梯間頂端與哈里斯會合。
兩名槍手這時試著射擊遠處足球場旁邊的學生，但沒擊中任何人。兩人接著向停車場、屋頂和東方的山坡扔擲土製炸彈，但都沒有成功引爆。這時一名在校舍裡的教師帕蒂·尼爾森聽到了騷亂，以為這是學生在看電視或惡作劇，想要出去命令外面的學生「不要吵」，於是和另外一名學生布赖恩·安德森一同走向西邊大門。當安德森打開大門的第一道雙扇門時，哈里斯和克萊博爾德向大門的窗戶射擊，安德森被破裂飛散的玻璃擊傷，帕蒂·尼爾森則被霰彈破片擊中肩膀。在驚嚇之餘她立刻站了起來跑進校舍裡的圖書館，向裡面的學生發出警告，要他們趴在桌子下並保持沉默。接著她打了通電話報警，然後躲在圖書館的管理櫃檯下。布赖恩·安德森則倒在兩扇大門之間。
這時，一名警方的代理警長駕車來到學校，抵達停車場時發現了倒在地上的學生和不絕於耳的槍聲，很快便拔槍開始與遠處的哈里斯和克萊博爾德駁火，於是轉移了兩人對布赖恩·安德森的注意力。安德森蹣跚著爬離大門口，回到圖書館後繼續跑向一間職員休息室，之後便一直躲在那裡直到事件結束。哈里斯向警官射擊了十發子彈，但都沒有命中，警官接著以無線電發出第33號代碼（表示警官需要緊急的協助）。這時哈里斯的槍卡彈了，於是便和克萊博爾德一同進入了校舍。兩人繼續走下北邊走廊，沿路射擊所有看到的人，並不斷扔擲土製炸彈。途中他們擊中了斯蒂芬妮·芒森的踝部，芒森掙扎著走出學校到達隔街的一棟房屋求救。兩人接著繼續射擊窗戶直到學校東邊的大門，來回穿越大廳好幾次，射擊所有被他們看到的學生（但都沒有人受傷），接著他們轉回往西邊大門的方向，在途中走進了圖書館的走廊。
就在稍早的時候，戴夫·桑德斯經由通往二樓的樓梯撤離了自助餐廳裡的所有學生，這個樓梯就在圖書館走廊與主要南邊走廊之間的轉角附近，當他和一名學生正越過轉角走下圖書館走廊時，卻看見槍手們正從北邊走廊的轉角走來時。兩名槍手迅速轉向追趕（雖沒有經證實，但一般認為桑德斯之所以冒險前往圖書館，是為了協助撤離那裡的學生） 並射擊他們，在戴夫·桑德斯逃至南方走廊時擊中他的胸部，但沒有擊中另一名學生。學生跑進了編號SCI-1的科學教室並警告在裡面的教師們，同時槍手們也走回北方的走廊。桑德斯掙扎著走到科學教室區域，其他的教師們將他帶至另一間無人的SCI-3科學教室。兩名學生對他進行急救，並試著聯絡外面的警方。不過桑德斯還是在下午3:00左右因流血過多而死。

### 圖書館大屠殺
在二樓的圖書館裡，槍手們即將展開整場事件中最血腥的屠殺。帕蒂·尼爾森打了通電話向緊急部門求救，依據錄音的紀錄，這通電話是在早上11:25:05與緊急部門接線生接通，在這通電話被回覆後的4分又10秒鐘，兩名槍手便進入了圖書館。在進入之前，他們經由南方走廊的樓梯向自助餐廳扔擲了兩枚土製炸彈，兩枚都成功爆炸了（其中一枚爆炸的影像還被監視器捕捉到）。接著他們又扔擲另一枚至圖書館的走廊，也成功爆炸並炸毀一些雜物櫃。在上午11:29分，兩名槍手越過厚重的大門進入圖書館裡，這時圖書館裡55名學生、三名圖書館員工和尼爾森老師都各自躲在桌子的底下或圖書館的子房間裡。
在槍手們進入圖書館後，哈里斯首先射擊管理櫃檯旁的展示櫃，使得躲在展示櫃後的埃文·托德被桌子爆裂時的碎片刺傷。哈里斯接著大喊命令所有人「站起來！」，聲音之大連 9-1-1裡的錄音都能聽到 （页面存档备份，存于）（在11:29:18）。躲在圖書館子房間裡的學生和員工還稱他們聽到槍手說「戴著白帽或棒球帽的人，都站起來！」和「所有運動員站起來！我們會抓到那些戴著白帽子的人！」（在科倫拜中學的習慣裡，運動隊伍的成員都會戴著白帽子）。但沒有任何人站起來，接著有人聽到槍手說：「很好，那我會開始射人了！」兩人接著走向圖書館另一頭的兩排電腦，埃文·托德趁著這時躲進管理櫃檯下。凱爾·維拉斯貴玆正坐在北邊一排電腦的其中一台；他沒有趴在電腦桌下，克萊博爾德首先對他開火，擊中他的頭部和背部，殺害了他。接著兩人將他們裝滿彈藥的行李袋放在南邊一排電腦桌上，並開始重新裝填彈藥。接下來他們走向窗戶，正對著外面他們不久前才經過的西邊樓梯間。他們注意到外面的警方正在疏散學生，於是透過窗戶對警方開火；警方也開火反擊，但都沒有擊中對方。
幾秒鐘後，克萊博爾德離開窗戶旁，以霰彈槍朝旁邊的桌子射擊，擊傷了派翠克·愛爾蘭、丹尼爾·斯蒂普尔顿和馬凱·霍爾，接著他脫下了軍用外衣。哈里斯拿起他的霰彈槍並走向南邊一排的電腦桌，也沒檢查桌下是否有人，直接將他的槍扔在桌下。接著他射殺了躲在桌下的史蒂文·柯诺，並射擊旁邊的電腦桌，擊傷凯茜·鲁格塞格。
哈里斯接下來走向電腦桌南方的桌子，與他相識的一名女同學凯茜·伯纳尔正躲在那裡。依據官方的調查報告，哈里斯揪住伯纳尔，打了她兩個巴掌，還說道：「玩躲貓貓啊？」，接著便以霰彈槍直接射擊她的頭部，由於距離實在太近，霰彈的碎片還反彈擊傷了哈里斯的鼻子。但另一個廣為宣傳的版本是：兩名槍手其中一人問她「妳相信上帝嗎？」，伯纳尔回答「我相信。」於是便被殺害了。官方的調查則認為這段對話是由另一名生還的學生瓦琳·施努爾所說的。三名目擊伯纳尔被槍殺的學生，包括和伯纳尔一同躲在桌下的學生，也證實這段對話並沒有發生過。不過，其他在圖書館裡的一些人則證實這段對話的存在，雖然當中都沒有人親眼目睹到。他們聽到的對話或許正是後來克萊博爾德與瓦琳·施努爾的對話，而被媒體誤解為是伯纳尔所說的。這段對話引起了許多關於官方調查準確性的爭議。
哈里斯轉向另一個桌子，布麗·帕斯奎萊正趴在桌子旁（因為桌子下空間過小，她沒有辦法躲進去），哈里斯問她是否想死，帕斯奎萊則懇求哈里斯饒她一命。目擊者指稱這時哈里斯似乎顯得意識不清，或許是因為剛才鼻子的創傷，目擊者還指稱哈里斯的鼻子不斷地流血。在哈里斯辱罵帕斯奎萊的同時，派翠克·愛爾蘭開始對他身邊兩名受傷學生的其中一名施行急救，克萊博爾德瞧見後便對他射擊，兩發子彈擊中他的頭部、一發子彈擊中足部，擊中足部的子彈力道還打飛了他的鞋子。愛爾蘭被擊中後便昏迷不醒，但後來仍活了下來。
克萊博爾德繼續走向另一個桌子，發現了躲藏在桌下的以赛亚·休爾斯、馬修·凯克特和克雷格·斯科特（三人都是在學校裡相當受歡迎的運動員，克雷格·斯科特是第一名遇難者蕾切尔·斯科特的弟弟）。他試著將以赛亚·休爾斯拉起來，但沒有成功。於是他向哈里斯呼喊，哈里斯聽到後便離開了布麗·帕斯奎萊前來與他會合，兩人一起辱罵了休爾斯幾秒鐘；目擊者稱克萊博爾德還以有關種族的意見辱罵休爾斯。哈里斯接著跪下來在近距離射擊休爾斯的胸部，殺害了他。克萊博爾德也跪下來開火，殺害了馬修·凯克特。克雷格·斯科特迅速倒在其他兩人的血泊中裝死，而得以毫髮無傷逃過一劫。哈里斯接著轉向朝愛爾蘭、斯蒂普尔顿和霍爾的桌子扔了一枚二氧化碳炸彈，霍爾又將炸彈扔至更南邊的地方（與槍手相反的方向），炸彈在那裡爆炸。
接下來哈里斯走到了位於圖書館靠近窗戶的書桌區域與中央的書桌區域之間的一排書架，他跳了上去並不斷地搖晃書架，並對著兩排書架間的空隙射擊（但無法確定他在射擊什麼，因為沒有人能目擊到）。這時克萊博爾德走回到入口區域管理櫃檯的前方，射擊入口旁的展示櫃，哈里斯也走回那裡與他會合。克萊博爾德射擊了展示櫃一會兒後，轉而射擊旁邊的一張桌子，擊傷了马克·金特珍。接著他走到靠近東邊牆壁的一張桌子（他的左手邊），以一發子彈同時擊傷莉萨·克罗伊茨和瓦琳·施努爾。然後他又走近桌子射擊了好幾次，殺害了勞倫·湯森。
同時哈里斯走到了更南邊的一張桌子（也是在靠近東邊牆壁的書桌區域），兩名女生正躲在那裡，哈里斯彎下腰來看著她們，啐了一句：「可憐。」兩槍手接著走到另一張無人的桌子開始重新裝填彈藥。這時受傷嚴重的瓦琳·施努爾忍不住開始哭泣道：「噢，上帝快來救我啊！」克萊博爾德聽見了便走向她，問她是否相信上帝，她緊張得語無倫次，一下子說相信一下子又說不相信，努力想做出適當的答案。最後克萊博爾德問她為什麼這樣回答；她回覆說因為那是她家人的信仰，接著克萊博爾德嘲笑她一番後叫她滾開。這段對話後來牽扯上凯茜·伯纳尔的對話爭議，一些人認為那些宣稱聽到伯纳尔對話的人可能只是聽到了施努爾/克萊博爾德間的對話，因為兩人相似的音調與長相而誤會為伯纳尔所說的。
接著哈里斯走到最南邊的一張桌子，朝桌子下射擊了兩次，擊傷妮科尔·諾倫和約翰·湯姆林。當受傷的湯姆林試著爬出來時，克萊博爾德走過來用腳踹他，哈里斯嘲笑他竟然想要逃跑，然後克萊博爾德連續向他射擊數次，殺害了他。接下來哈里斯走回勞倫·湯森倒下的那張桌子，繞到靠牆壁的一邊，凯莉·弗莱明正趴在那裡，哈里斯以步槍朝她射擊，擊中她的背部，立刻殺害了她。然後他繼續朝桌子射擊，再次擊中勞倫·湯森和莉萨·克罗伊茨，並擊中珍娜·帕克（法醫驗屍報告指出湯森在之前第一次射擊時就死亡了）。
上午11:37，槍手們來到圖書館的中央區域，哈里斯走回西北邊的電腦桌區域取回裝置了額外彈藥的藍色背包，然後兩人在中央的一張桌子重新裝填彈藥。這時克萊博爾德注意到一名學生躲在旁邊，命令他說出自己身份。這名學生是約翰·薩維奇，他是與克萊博爾德相識的同學。薩維奇問克萊博爾德他們在做什麼，克萊博爾德回答道：「噢，只是殺殺人而已。」薩維奇又問他們是否會殺掉他，克萊博爾德猶豫了一番後，叫他離開圖書館。於是薩維奇迅速地逃走，經過主要的入口安全逃離圖書館。
在薩維奇離開後，哈里斯向北邊的一張桌子射擊，在近距離擊中丹尼爾·毛瑟的臉部，殺害了他。兩名槍手接著一起走向南邊，隨意地向另一個桌子射擊，重傷珍妮佛·道爾和奥斯汀·尤班克斯，殺害了科里·德普特。德普特成為整場屠殺中最後一名遇難者。
這時，幾個人聽到哈里斯和克萊博爾德開始抱怨射人不再讓他們感覺興奮了，還有人聽到哈里斯說：「或許我們應該改用刀子捅他們，這可能會更有趣啊。」兩名槍手接著離開書桌區域，走向圖書館北邊的管理櫃檯。哈里斯朝西南方的書桌區域扔擲了一個莫諾托夫雞尾酒，但沒有爆炸。接著哈里斯從東邊、克萊博爾德則從西邊繞至管理櫃檯的後方集合，也就是埃文·托德躲藏的地方。兩人開始嘲笑埃文·托德，並討論要不要殺掉他，但最後兩人走開了。接著克萊博爾德朝旁邊的圖書館工作人員休息室射擊，打爆了一個小型電視。哈里斯拿起一把椅子摔在管理櫃檯的電腦上，也就是帕蒂·尼爾森躲藏處的正上方。兩人在上午11:42離開圖書館，結束了這場血腥的屠殺。
兩名槍手離開圖書館之後，10名受傷和34名未受傷的學生立刻經由北邊房間的通道逃離，外面便是不久前槍擊開始的西邊大門人行道。昏迷的派翠克·愛爾蘭和莉萨·克罗伊茨仍然留在建築物裡。帕蒂·尼爾森跑進管理櫃檯後方的工作人員休息室，也就是剛才克萊博爾德射擊的子房間，與躲在裡面的布赖恩·安德森和其他三名圖書館工作人員一起將門鎖上，一直到3:30才被特警隊救出。

### 槍手自殺
離開了圖書館後，兩人走到科學教室區域，朝一個空的貯藏櫃扔擲了一枚小型燃燒炸彈。炸彈爆炸時，他們跑開了，一名躲在旁邊房間裡的教師出來撲滅火勢。接著他們前往南方走廊，途中還停下來射擊一間在大廳盡頭無人的科學教室（SCI-8）。接下來他們走下樓梯進入自助餐廳，在那裡他們被監視器首次拍攝到，錄影帶中顯示哈里斯試圖引爆之前沒有爆炸的丙烷炸彈，但也沒有成功；他還拿起一罐逃離學生留在餐桌上的飲料啜飲。接著他們又投擲了一枚汽油彈，但也沒有爆炸。兩人於是準備離開餐廳，當他們走向上樓的階梯時，汽油彈引爆（爆炸畫面也被監視器拍下），造成一場小火災，但很快便被滅火灑水器自動撲滅；他們在上午11:50離開自助餐廳。再次回到二樓後，他們沿著北方走廊和南方走廊隨意走動，沿路漫無目標地隨意射擊。他們穿越了南方走廊，走過社會課程教室區域，走進主要辦公室逛了一會兒，接著又回到北方走廊。有幾次他們還透過小窗戶察看教室裡頭躲藏的學生，但都沒有再進入教室。離開主要辦公室後，他們經過了一間浴室的門口，嘲笑裡面的學生道：「我們知道你們躲在裡面喔！」和「我們來殺掉裡面所有人吧！」但並沒有真的進入浴室。上午11:55，兩人回到一樓的自助餐廳，進入旁邊的廚房一會兒，很快又回到階梯走上樓，並在上午11:58進入南方走廊。
| 槍手自殺                                                              |
| 35. 艾瑞克·哈里斯（Eric Harris，持槍者）： 單發子彈射擊頭部自殺。     |
| 36. 迪倫·克萊博爾德（Dylan Klebold，持槍者）： 單發子彈射擊頭部自殺。 |

下午12:02至12:05之間的某段時間裡，兩名槍手再次進入圖書館，但除了昏迷的派翠克·愛爾蘭和莉萨·克罗伊茨（她躺著裝死）以外，所有活著的學生都逃跑了。他們離開自助餐廳和重新進入圖書館的詳細時間並不清楚。一進入圖書館，他們試著透過窗戶射擊外頭的警方人員，但都沒有擊中。接著他們走到靠窗的書桌區域最南邊的一張桌子旁，也就是馬修·凯克特和以赛亚·休爾斯陳屍的地方；在那裡他們雙雙舉槍自盡。下午2:38，派翠克·愛爾蘭恢復了意識並爬向窗戶，試著從窗戶逃離。他後來被特警隊成員從窗戶拉出，這個畫面成為電視上出名的鏡頭。莉萨·克罗伊茨一直負傷躺在原地裝死，直到警方在下午3:25進入圖書館，將她和帕蒂·尼爾森、布赖恩·安德森和其他三名圖書館員工一起救出。

### 槍擊結束
到了中午，特種警察部隊開始部署於學校外，大量救護車將傷者們送至地方的醫院。同時，學生和職員的家屬們被安排在鄰近的黎霧小學（Leawood Elementary School）集合等待消息。
下午12:20分時，在外頭部署的警方呼叫總部要求支援更多彈藥，以應付接下來的槍戰。不過一分鐘後建築物裡的槍手便停止射擊了。下午12:45，數支特警隊小組開始分頭進入校舍，徹底搜索每一個房間並檢查所有桌子和背包。在下午1:00報告發現了土製炸彈。特警隊小組在下午2:30開始疏散躲藏的學生們，所有的學生、教師和受雇員工都被疏散，在外頭的一處安全地帶接受醫療、審問，之後才將他們送至黎霧小學與家人團聚。警方直到下午3:30報告在圖書館發現大量屍體。
到了下午4:00，警長初步估計有25名學生和教師死亡；他的估計超過實際死亡人數10人，但接近於受傷的學生數量。他也表示警方會繼續在圖書館裡搜索哈里斯和克萊博爾德的屍體。到了下午4:30，警方宣布學校已經安全了；不過在下午5:30又在屋頂和停車場發現了更多爆炸物，召集了更多警察前來協助。下午6:15，警方在停車場的一輛車裡發現炸彈。警長於是決定將整個校區都列為犯罪現場，並宣布包含槍手在內共13人死亡，這時屍體都還留在學校裡。到了下午10:45，一名警察試著解除克萊博爾德的BMW轎車上的炸彈時，炸彈突然爆炸了，沒有任何人受傷，但轎車被徹底炸燬了。

## 槍擊之後
4月21日，炸彈處理小組徹底搜索了整個學校。官方在早上8:30宣布死亡人數為15人。早上10:00，炸彈處理小組宣布整棟建築物都安全了。到了早上11:30，警方發言人宣布警方已經在進行調查，13具屍體都還在學校裡以供刑事鑑定人員拍攝現場。
下午2:30，傑佛遜郡地方檢察官大衛·湯瑪斯和警長約翰·史東召開記者會，稱他們懷疑有其他人協助策劃這起槍擊。正式的屍體身分識別還沒展開，但被推測死亡的學生家屬都已被告知。在整個下午和傍晚，剩餘的屍體逐漸被運離學校，送至傑佛遜郡法醫停屍處以供鑑定和驗屍。到下午5:00，死者的姓名開始公佈，官方的正式報告也出爐了，宣布總共15人死亡、27人因槍擊事件而受傷。 

### 第三名槍手陰謀論
在屠殺過後不久，一則新聞報導以對7名目擊者的採訪，主張有著第三名槍手存在。另一則採訪鄰近地區住宅的報導則主張，當天上午10:40左右，在幾個街區外有人目擊到克萊博爾德的BMW轎車載著四個人，還稱BMW後方跟著一輛載著兩個人的棕褐色轎車。警方決定要注重這些傳聞，因為他們也懷疑為何哈里斯和克萊博爾德兩人能攜帶如此之多的炸藥進入建築物。
科倫拜的學生，同時也是兩名槍手的朋友和保齡球隊友的克里斯·莫里斯被懷疑可能涉案，在4月20日被警方逮捕，但在他的不在場證明被確認後被釋放。一些在學校裡的目擊者指出有第三名槍手在北邊走廊，但彈道的檢驗結果和在停車場及圖書館目擊者的口供則指出只有兩名槍手存在。莫里斯在槍擊開始後幾分鐘所打的 911報警電話錄音 也造成他被強烈懷疑涉案，因為他竟然能清楚說出兩人所用的槍支（連型號也說出）、服裝，和槍手們開始射擊前的行動，而且他一口咬定兩名槍手的身分。莫里斯之前曾聽兩人提起過要殺人作樂的主意，但只把那當作是他們在開玩笑。在莫里斯獲釋後，他被重新審訊過好幾次，還進行過一次測謊器的測驗也通過了。警方對他的住家進行過一次搜索，但並沒有找到相關的證據。
兩名槍手的親密朋友和保齡球隊友南森·戴克曼，在接受測謊器測驗失敗了兩次後，也曾被懷疑是第三名槍手。但幾個目擊者證實他在屠殺開始前便已離開學校，而且也有目擊者在屠殺開始時看見他正在學校以外的地方，於是他被從嫌疑名單裡移除。他在學校外頭打的報警電話和打給克萊博爾德父親的電話也與屠殺時間衝突，證明他當時不可能在學校裡。 
另一個陰謀論指稱有狙擊手在屋頂上，一些警官和學生在屠殺開始時見到有人在圖書館上方的屋頂走動。但這後來被證實是一名學校雇用的屋頂修理工在圖書館屋頂進行定期的保養，在屠殺開始後他便一直躲在那裡直到整場事件結束。

## 震撼之後
在事件之後，大量的爭論聚焦於殺手們的動機為何，以及該如何避免類似的悲劇再次發生。與其他校園槍擊案不同的，兩名槍手最後都自殺了，使得這場案件格外引人注目，受害者無法經由逮捕和審判來發洩他們的憤怒，除了遺留網站與日誌外，同時人們也更難尋找他們的作案動機。校園裡學生間常見的小圈圈文化也成為討論的焦點。許多人主張他們兩人在學校被其他的同學所孤立，導致兩人的無助感、不安全感和沮喪感，也使他們強烈渴望作出引人注目的事情。一些學者也展開了揭露和阻止校園欺凌的計畫，避免再有青少年因此而累積憤怒和怨恨，做出類似哈里斯和克萊博爾德的悲劇。
在槍擊案後的幾個禮拜，媒體報導將兩名殺手描述為「哥德次文化（Goth）崇拜者」、被眾人排擠的「呆子」。但後來這種描述被發現是錯誤的，因為證據顯示哈里斯和克萊博爾德都有親近的朋友圈子和非正式社交圈子，也絕非被孤立。事實上，二人在校人緣甚佳，結交了不少朋友。由於媒體報導兩人與哥德文化的關聯，哈里斯和克萊博爾德也被媒體誤認為與科倫拜高中裡一個名為「Trench coat mafia（軍衣黑手黨）」的學生社團有所牽連，但事實上兩人跟這個社團並沒有關係，雖然他們的一些朋友的確加入了這個社團。由於這次槍擊事件，遍佈美國各地的許多學生和教師展開了抵制「哥德文化」的活動。
由於兩人最初的攻擊計畫仍是未知數，許多關於日期的陰謀論也依然存在。有些人認為原本的日子是選在4月19日——也就是克萊博爾德的朋友羅賓·安德森幫他們購買其中幾把槍支的日子，但因為丙烷炸彈製作的耽擱而改至4月20日進行。一些分析注意到這一天與阿道夫·希特勒的生日是同一天，距離4年前的奧克拉荷馬市聯邦大樓爆炸案（4月19日）也只相差1天，同時距離大衛教派在韋科鎮事件中被剿滅（4月19日）也只相差一天，這些分析更進一步主張原本的計畫是在4月19日進行，兩名槍手都曾在錄影帶中提起他們將會作出比這些更為驚人的事件。一些人則認為他們選在這天是因為一年的學期即將結束了。
哈里斯和克萊博爾德都狂熱於《毀滅戰士》和《德軍總部3D》（Wolfenstein 3D）等暴力電子遊戲。哈里斯還設計了許多毀滅戰士的關卡，放在他的網站上供人下載。現在這些關卡檔案還可以在網路上找到，被戲稱為「哈里斯關卡」。一些謠言還稱這些關卡的路線設計類似於科倫拜高中的場景，但被其他玩家們否認。一些分析主張殺手們的作案的靈感可能就是來自於這些暴力的電子遊戲、音樂和電影，主張他們迷戀這些充斥暴力的多媒體，導致他們最終分不清何者為現實何者為幻想。例如美國1995年的電影《邊緣日記》（The Basketball Diaries）中，男主角莱昂纳多·迪卡普里奥穿著黑色軍外衣，在學校走廊上射殺六名同學的場景。一些學校裡的目擊者則將屠殺的那幕與的場景比較。由於這起事件，許多電玩廠商遭到控告，但因為沒有明確因果關係，這些案子最後都不了了之。
一些人則將指責的焦點朝向瑪麗蓮·曼森和其他搖滾樂團體。不過，在哈里斯的網站上，他曾透露過他和克萊博爾德都討厭瑪麗蓮·曼森和其他主流的音樂。其他兩人的好友也證實了這點，指出他們喜歡的是德國的工業音樂樂團如德國戰車（一個工業金屬樂團）。在這些說法公開後，德國戰車樂團遭到了美國保守派和基督團體的強烈批評，他們還主張德國戰車的主唱歌手Till Lindemann的表演是模仿希特勒的語調。德國戰車對這些批評的回覆則是：
|  | 德國戰車的成員們對那些在丹佛（科羅拉多州首府）發生的悲劇中的遇難者表達慰問和同情。他們希望澄清他們不可能在情緒表達上或政治信仰上促成那樣的行為產生。此外，德國戰車的成員也有他們自己的孩子，而且都以健康而非暴力的觀念教導他們的小孩。 |

另一個德國工業搖滾樂團KMFDM也遭受批評，槍擊的那天碰巧就是KMFDM的新專輯《再見》（Adios）開始發行的日子。KMFDM的領導人Sascha Konietzko在槍擊發生的隔天向媒體發表了一份聲明，陳述他對槍擊事件的看法，強調他們的音樂是「反戰、反壓迫、反法西斯和反暴力」的表達，同時稱「如同媒體報導的，我們有一些舊成員是德國人，但我們絕都不會容忍任何的納粹信仰。」
瑪麗蓮·曼森也一直表示他對媒體試著連結屠殺與娛樂產業之間的關係感到擔憂。對此他替《滾石雜誌》寫了一篇專欄文章— "Columbine: Whose Fault Is It?" ，並在麥可·摩爾以這起屠殺為題材拍攝的電影（Bowling for Columbine）裡接受採訪。
在1999年7月，聯邦調查局在維吉尼亞州組織了一次大型會議，召集許多世界上頂尖的心理學家和精神病學家，並且召集一些近年來的校園槍擊事件的研究者代表，包括一隊大型的科倫拜高中調查代表團，联邦调查局最後發布了針對校園槍擊的調查報告。在科倫拜槍擊事件的第五週年，联邦调查局領導的科倫拜調查員和其他專業精神病學家發布了他們的總結報告，標題為「壓抑和精神病現象」。他們分析認為哈里斯是一個精神病態患者，而克萊博爾德則是抑鬱症患者，並認為整場計畫是由哈里斯所主導的。他們分析認為哈里斯有著無可救藥的自傲心態，急切地想向全世界證明他的偉大。
在一份由美国经济情报局針對全美校園槍擊事件進行徹底研究後的報告裡，則警告不該將擁有某些「特徵」的學生當成是罪犯，許多學生都有類似的特徵，但會犯下類似事件的學生卻不一定擁有這種特徵。「調查員發現這些槍手都不會突然展開行動。他們會計畫、他們會取得武器、會告訴其他人他們在計畫什麼。這些孩子會公開地計畫很長一段時間，最後朝向暴力結局。但並沒有一定的特徵存在，一些人與父母一起過著『理想的、美國式家庭』的生活，一些人則是父母離異，一些人則是被領養的。一些人習慣孤獨，但大多也都有親近的朋友。」與研究特徵相反的，經濟情報局勸告父母關注孩子的行為：「這個孩子說些什麼？他有抱怨什麼嗎？他的朋友們知道些什麼？他有接近武器的機會嗎？他是否顯得憂鬱或沮喪？」

## 長期影響
由於這起事件和其他校園屠殺的震撼，許多學校開始實行反欺凌的政策，以及新的零容忍政策立即處罰所有攜帶武器和表現出威脅態度的行為。儘管科倫拜校園帶來的恐懼影響，一些社会科学家認為絕不寬容政策實行得太過頭了。

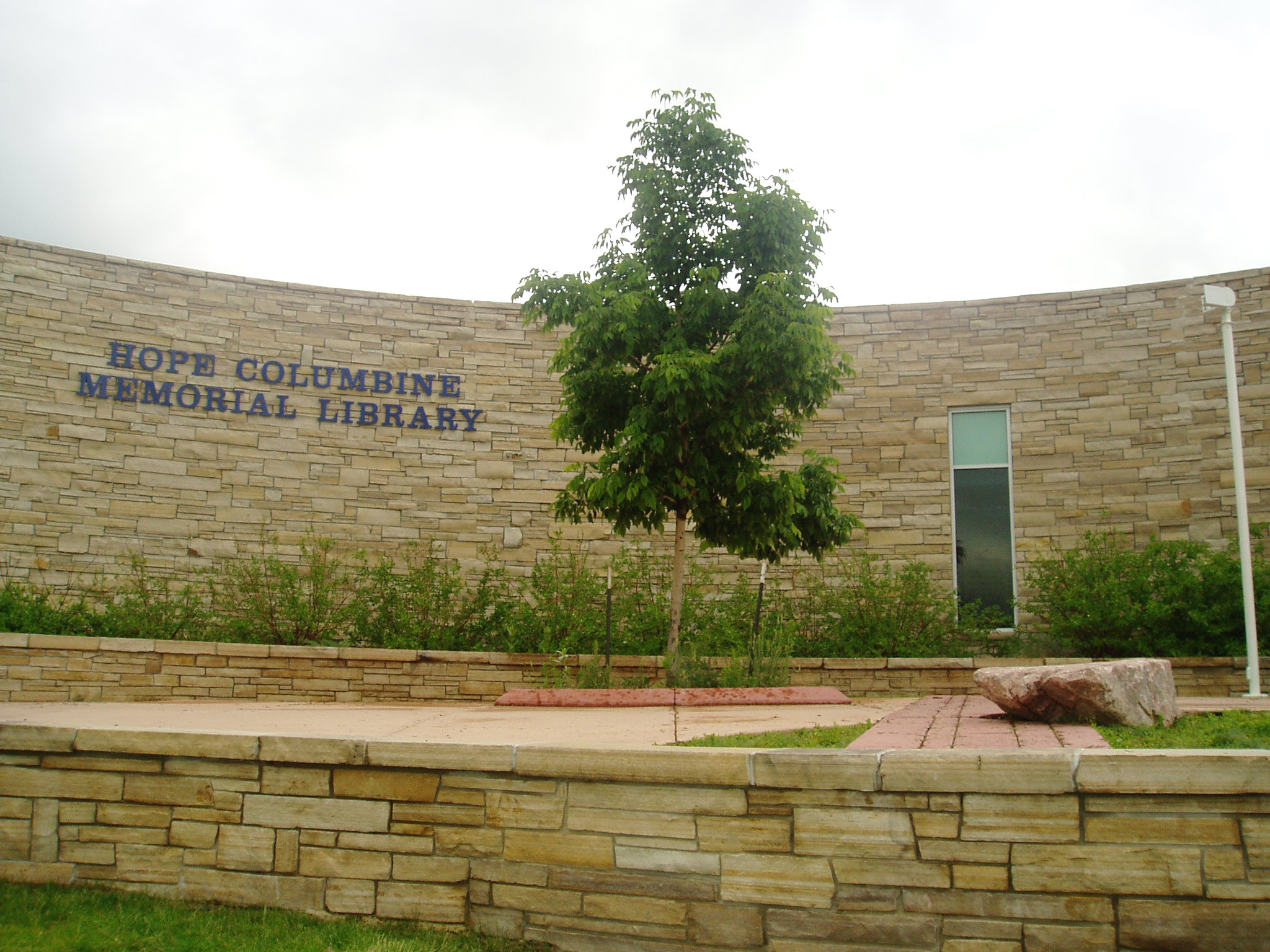
當初槍擊開始的地點現在建立了紀念碑，屠殺中最多人遇難的圖書館則被拆除。

在槍擊事件後，「科倫拜」一詞成為家喻戶曉的校園槍擊代名詞。在後來的聖塔娜高中槍擊案中，槍手查理斯·安德森·威廉斯據稱曾經向他的朋友說他要「再幹一筆科倫拜」，但就如同科倫拜事件發生前一般，事先沒有任何人相信威廉斯會真的去做。許多之後的校園槍擊案的計畫也提起科倫拜的例子，有的甚至還計畫要「勝過哈里斯和克萊博爾德」。
有的人相信只要學校事先記取1995年俄克拉荷马市聯邦大樓爆炸案（也被認為是針對孩子的攻擊）的教訓，增強保安的措施，這場校園屠殺是可以避免的。在科倫拜事件後，全美國的學校開始增強保安措施，例如規定透明的背包、金屬探測器和常駐的保安人員等。一間在德克薩斯州的學校還要求學生佩帶由電腦探測的身分卡。同時，警察部門也重新檢討他們在面臨類似科倫拜高中的場景時所採用的戰術和訓練。許多人批評特警隊小組在事件中的遲鈍部署和行動。
不過，美国经济情报局的研究則認為學校不該將期望寄於外表的保安措施上，而應該將注意力集中於攻擊發生前學生們的行為。經濟情報局的研究員還認為絕不寬容政策和金屬探測器「恐怕沒有什麼用處」。經濟情報局對事件的質疑是：為何等到特警隊小組到達，所有攻擊行動都結束時才採取行動（在兩名槍手進入圖書館時，外頭已經有數名當地的警察待命，但警方高層規定必須等特警隊小組到達）？為何把注意力集中於有某些特徵的孩子，而忽略了兇手其實沒有一定的特徵？為何「絕不寬容政策」只因學生的一點小錯就直接開除他們，而忽略了開除學生正是導致他們持槍返回學校掃射的原因？為什麼購置某些電腦軟體來評估受威脅的程度，卻忽略了很少有兇手會做出直接威脅、而且這些軟體並非針對校園槍擊研究的事實？為何依賴金屬探測器和讓警官駐紮在學校裡，卻忽略了兇手們根本不會隱藏他們的武器？
儘管依據當時的法條，哈里斯和克萊博爾德在取得武器的過程中便已觸犯各種法律，但槍擊事件產生了要求更多槍械管制的聲浪。2000年，聯邦和州立法機構採行更多槍械的限制，要求槍械加裝安全鎖，並禁止進口高彈匣容量的槍械。雖然法條規定提供槍械給罪犯和小孩是犯法的行為，但在購槍者背景檢查和槍械展覽會的管理細節上卻有許多爭論。槍支遊說團也竭力阻止這类立法，以免確保人民持槍權利的美國憲法第二修正案被進一步侵蚀。
2003年上映的电影《大象》以该事件为题材。

## 其他外部連結
- 整場攻擊過程的完整圖解 （页面存档备份，存于）
- HOPE 科倫拜紀念圖書館 （页面存档备份，存于）.
- 科倫拜紀念墓地 （页面存档备份，存于）
- 壓抑和精神病: FBI對殺手動機的分析 （页面存档备份，存于）
- 另外一個時間表
- 另一個對屠殺的分析
- 有關科倫拜事件的卡通 （页面存档备份，存于）
- ColumbinePictures.net - 收藏各種科倫拜事件圖片的網站
- Columbine's Most Wanted (eXile.ru) （页面存档备份，存于） - 科倫拜校園裡的運動文化
- 詳細的犯罪報告
- The Columbine Almanac - 主要媒體報導的連結和分析 （页面存档备份，存于）